# مونتسکانو
مونتسکانو (به ایتالیایی: Montescano) یک کومونه در ایتالیا است که در استان پاویا واقع شده‌است. مونتسکانو ۲٫۴ کیلومترمربع مساحت و ۳۸۴ نفر جمعیت دارد.